# Esther Filly

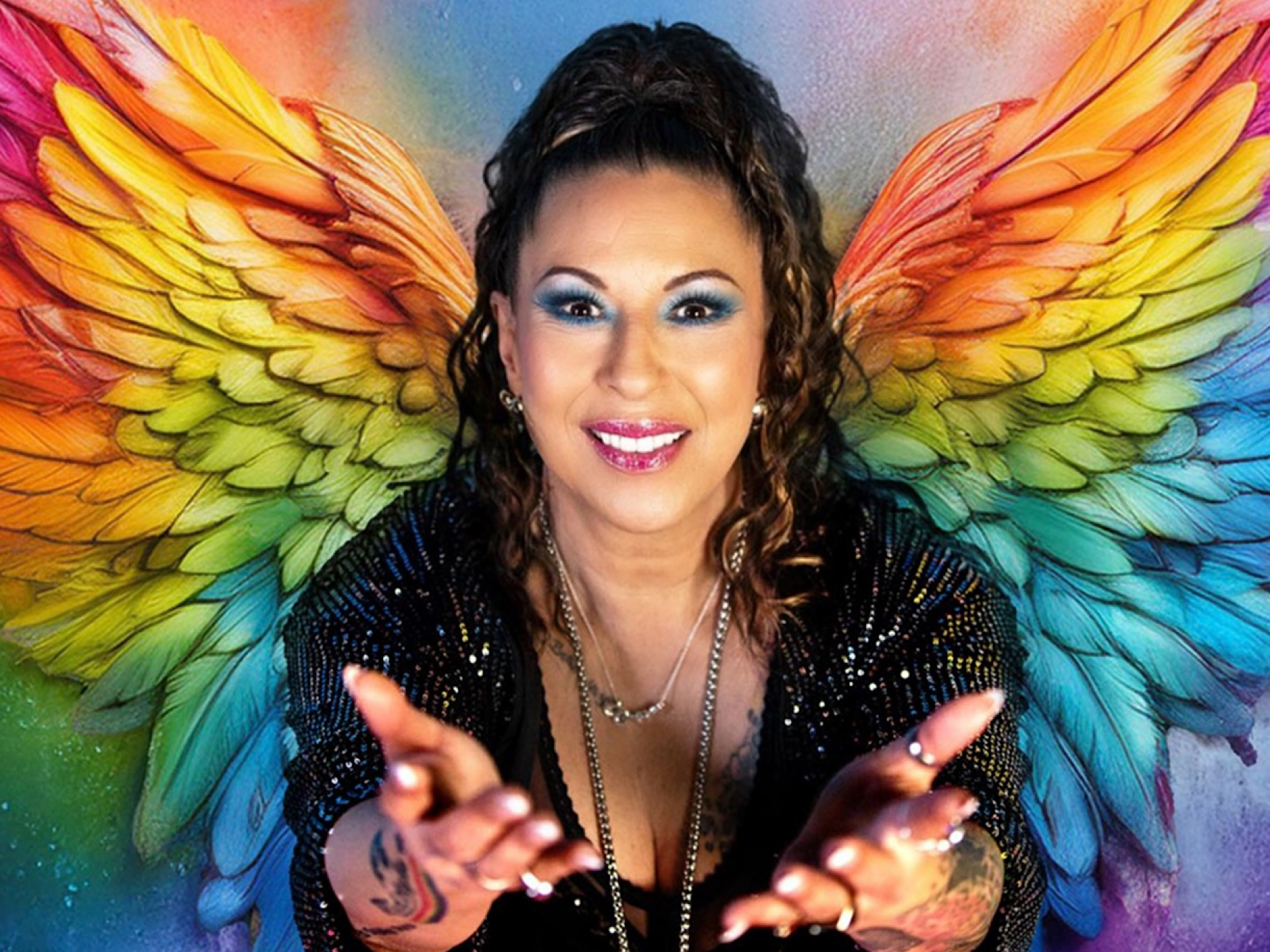
Esther Filly (2025)

Esther Filly (* 11. Juli 1966 in Hamburg) ist eine deutsche Soulsängerin.

## Werdegang
Fillys Künstlername setzt sich aus ihrem Vornamen Esther für „Stern“ und dem Nachnamen Filly für „kleines, wildes Pony“ zusammen. Sie erfand den Begriff „Ridstyle“, für den sie 2017 auch eine Wortmarke anmeldete und den sie bis 2022 als dritten Zusatz in ihrem Künstlernamen verwendete. „Ridstyle“ kommt vom englischen Begriff „to rid“ der sich mit „sich freimachen und lösen“ übersetzen lässt und ihren Musikstil (moderner Retro Soul) beschreibt.
Nachdem ihre leibliche Mutter sie acht Monate nach ihrer Geburt in einer Hamburger Wohnung zurückließ, wuchs Esther Filly in verschiedenen Kinderheimen auf und wurde mit sieben Jahren adoptiert. Ihren Bruder, der bei anderen Adoptiveltern lebte, lernte sie erst 2017 kennen. Fillys Adoptivvater erkannte früh ihr Talent für die Bühne. Sie lernte Gitarre, sang im Kirchenchor, hatte Ballettunterricht und spielte im Kindertheater. Als sie 13 war starb ihr Adoptivvater. Mit 14 stand sie das erste Mal in Hamburg mit einer Liveband auf der Bühne. Mit 18 Jahren zog sie von zuhause aus und absolvierte zunächst eine zweijährige, klassische Gesangsausbildung bei einer argentinischen Opernsängerin. Anschließend probierte sie sich durch Musikgenres, sang in Tanz- und Top-40-Bands. 1992 wurde sie Mutter eines Sohnes. Sie ist verheiratet mit dem Komponisten und Keyboarder Marius Fabritius.
In Folge wirkte Filly in Bühnen- und Castingshows sowie in Theateraufführungen mit. Nach der Erziehungszeit tourte Filly mit der Show-Revue „Celebration Musicshow“ sieben Jahre durch Deutschland. Dort übernahm sie den Soul-Part und begann mit ihrer Darstellung von Amy Winehouse aufzutreten. Mit ihrer „Tribute Show to Amy Winehouse“ trat sie anschließend solo auch außerhalb Deutschlands auf und erhielt dafür viele Preise. 2015 wirkte sie als Winehouse in dem Independent-Kurzfilm Klaus I Love You mit, eine Hommage an den deutschen Countertenor Klaus Nomi. 2016 ging sie neben u. a. Ross Antony, Jeanette Biedermann und Natalia Klitschko mit der Weihnachtsshow White Christmas auf Deutschlandtour. 2017 folgte eine weitere White Christmas-Tour, bei der sie sich die Bühne u. a. mit Tom Beck, Gil Ofarim, Julia Kautz und Isabel Edvardsson teilte. 2017 bewarb sich Filly auf Einladung der Produktion bei der ProSieben-Castingshow The Voice of Germany, wo sie es nach vier Vor-Castings bis in die „Blind Auditions“ der siebten Staffel schaffte und mit ihrer Version von No Roots von Alice Merton auftrat. 2019 trat Filly als „Künstlerin des Abends“ für die Juliane-Bartel-Medienpreisverleihung auf, die vom NDR ausgestrahlt wurde.

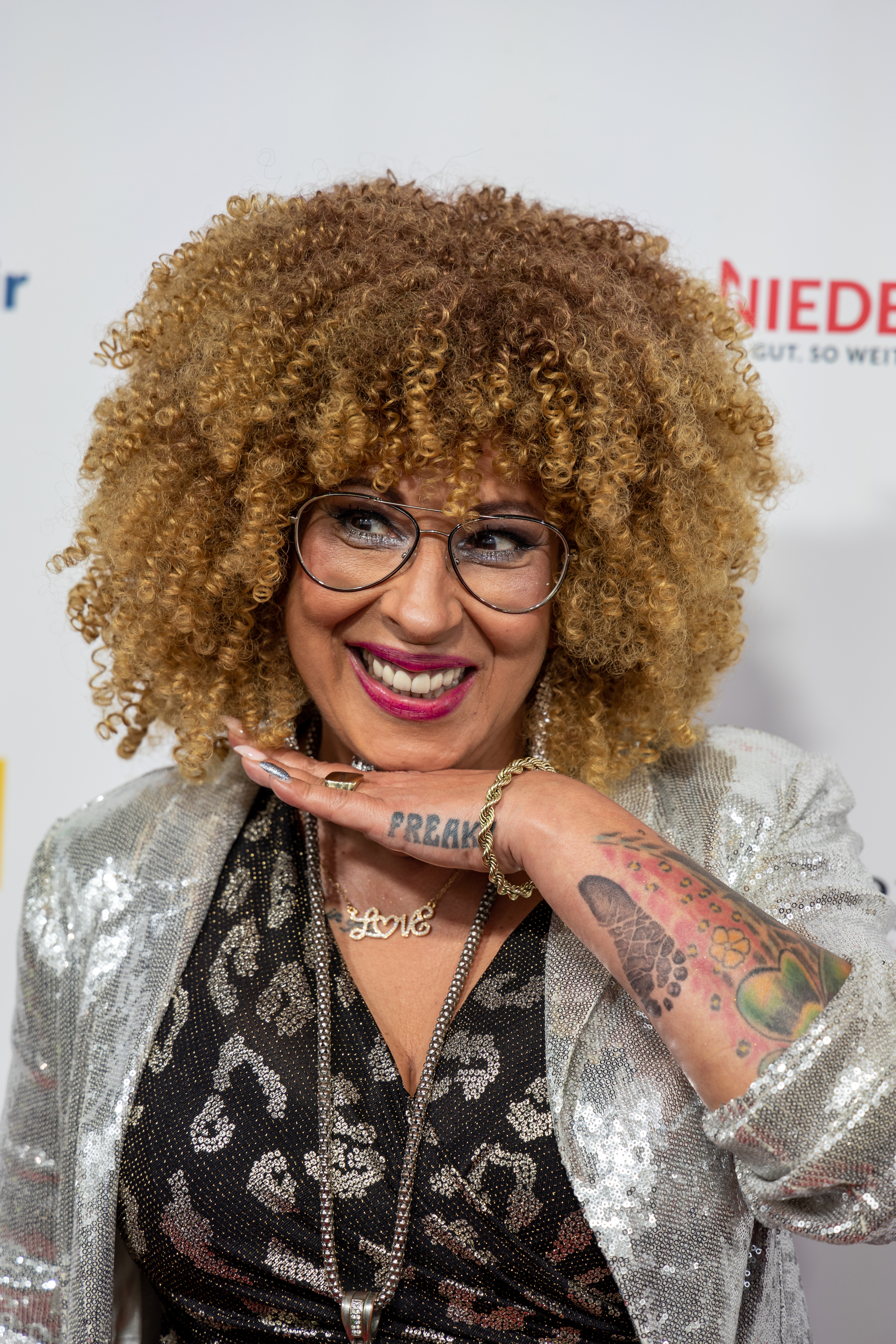
Esther Filly präsentiert ihr Freaky-Tattoo bei der Verleihung der Goldenen Sonne (2023)

Von März bis Juli 2022 spielte Filly am Oldenburgischen Staatstheater die Hauptrolle der „Love“ im Stück Soul Kitchen. 2022 war Filly eines von 100 Jurymitgliedern in der Musikshow All Together Now. Die sechs Folgen der ersten Staffel wurden von Mai bis Juli 2022 bei Sat.1 gezeigt. Im April 2023 war Esther Filly Ehrengast bei der Verleihung der „Goldenen Sonne“ im Wunderland Kalkar. Bereits 2022 wurde sie erstmals vom TV-Sender Sonnenklar.TV zur Jubiläumsgala „Die Goldene Sonne Spezial - 40 Jahre deutsches Privatfernsehen“ im GOP Varieté Essen eingeladen und trat dort als Special Guest in der Show auf. Esther Filly gab im Oktober 2023 bekannt, dass sie sich mit ihrem Titel All Together Now für den deutschen Beitrag des Eurovision Song Contest 2024 in Malmö beworben hat. Am 6. Dezember 2023 verkündete der NDR, dass Filly zu den 15 Teilnehmern der TV-Doku Ich will zum ESC! gehört, die um einen Platz bei der ESC-Vorentscheidung Das deutsche Finale 2024 kämpfen.
Neben ihren Auftritten veröffentlichte Filly mehrere Musikstücke. Ab 2001 arbeitete sie zusammen mit ihrem Ehemann an ihrem Soloprojekt „Esther Filly“, welches zunächst nur als Studio-Projekt vorgesehen war. 2011 erschien ihr erstes Album Oh Yeah. 2014 komponierte Filly auf Bali das Lied Freaky im Motown-Style und veröffentlichte 2016 das dazugehörige Musikvideo auf YouTube. Zudem rief sie über Facebook auf, ihr einen „Freaky-Gruß“ zukommen zu lassen. Menschen aus 25 Nationen folgten dem Aufruf und deren eingesendeten Beiträge wurden in einem 13-minütigen YouTube-Film mit dem Titel Freaky Goes Around the World veröffentlicht. Aufgrund des russischen Überfalls auf die Ukraine im Februar 2022 veröffentlichte sie das Friedenslied I Believe in Peace. Am 15. März 2023 erschien die Single Let's Fly Away als Vorbote auf ihr zweites Album. Für den Dreh des Musikvideos, die erste Zusammenarbeit der Geschwister, reiste Filly zu ihrem Bruder nach Norwegen.  Weitere Szenen des Musikvideos wurden bei einem Fallschirmsprung in Holland und in einem Speedboat vor Mallorca gedreht. Im Mai 2023 erschien die Single Colors of My Soul. In Zusammenarbeit mit dem Produzenten Hans Jürgen Trucks folgte mit der im Juni 2023 veröffentlichten Single Sing mit mir ein musikalischer Wechsel zum Swing-Pop mit deutschen Texten. Am 1. Dezember 2023 erschien in Eigenregie ihr zweites Studioalbum All Together Now.
Im Sommer 2024 wurde Esther Filly von der 7us Media Group unter Vertrag genommen, wo ihr Studioalbum All Together Now neu veröffentlicht wurde. Als erste Veröffentlichung erschien am 27. September 2024 die Single Child of the Moon – ein Lied inspiriert von Esthers Biografie und nun den Kindern gewidmet, die wie Filly von ihren Eltern verlassen wurden. Mit dem Lied bewarb sich Esther Filly erneut für die Deutsche Vorentscheidung zum Eurovision Song Contest in Basel 2025. Child of the Moon wurde vom britischen Produzenten Simon Darlow (Autor von Grace Jones’ Slave to the Rhythm) für Filly produziert und geschrieben. Filly hatte den Produzenten zuvor kontaktiert mit der Bitte Slave to the Rhythm, welches als Coverversion auf ihrem Album All Together Now enthalten ist, textlich leicht abändern zu dürfen. Begeistert von Fillys Version lud Darlow die Sängerin im Februar 2024 in sein Londoner Studio ein, um mit ihr an Liedern zu arbeiten. Am 14. März 2025 erschien beim Musiklabel Wolkenschloss das Lied Angel Eyes, welches von zwei Mitgliedern der Schlagergruppe Wind geschrieben wurde.

## Soziales Engagement

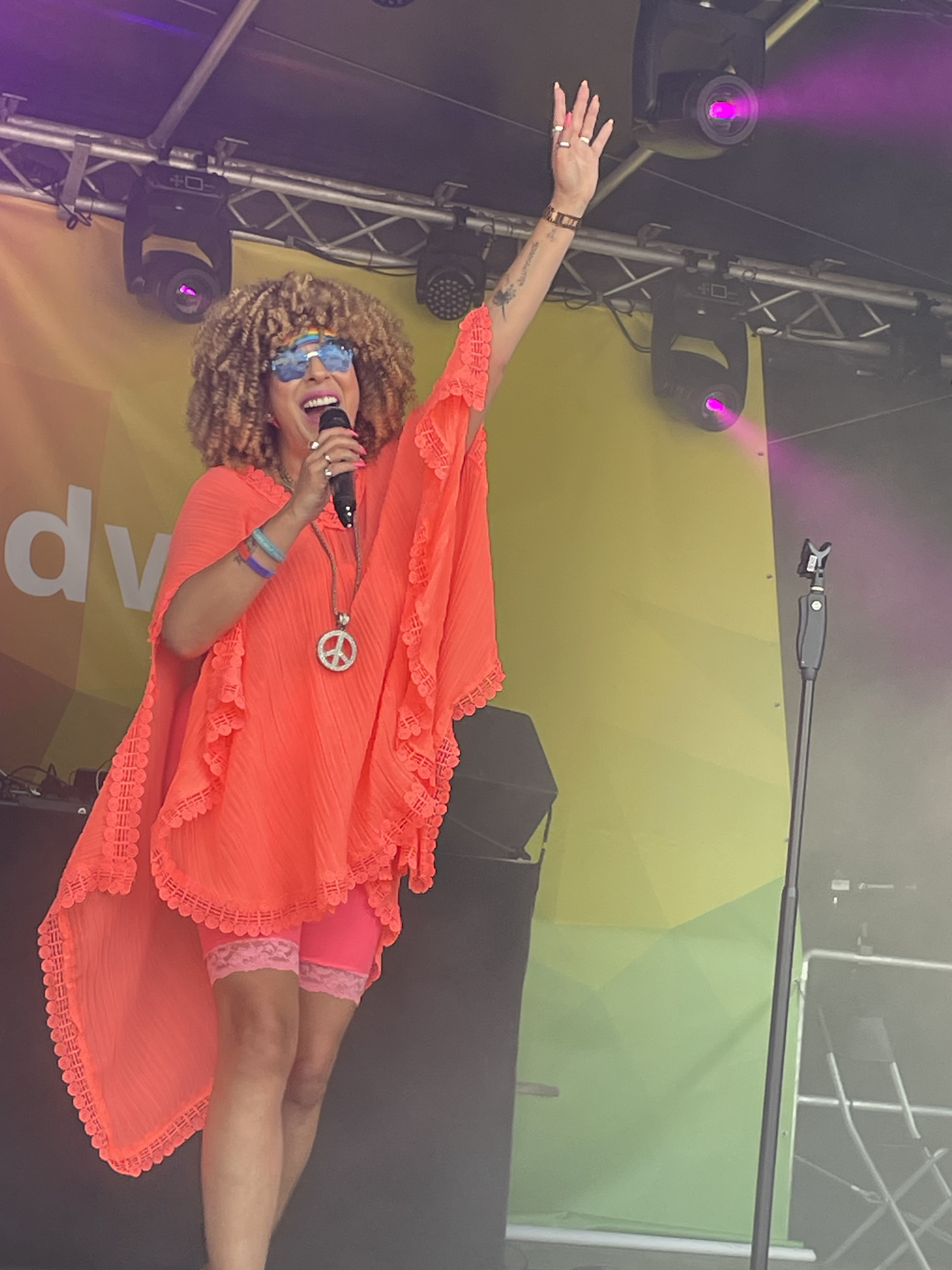
Esther Filly bei einem Auftritt beim CSD Nordwest in Oldenburg (2023)

Filly tritt als Gast auf Wohltätigkeitsveranstaltungen auf wie dem RTL-Spendenmarathon oder ist bei Veranstaltungen der Welthungerhilfe anwesend. Bei ihren deutschlandweiten Auftritten bei den Christopher Street Days macht sie sich gegen Diskriminierung und Ausgrenzung sexueller Minderheiten stark. Bei mehreren sozialen Projekten wurde Filly von TV-Sendern begleitet, so wie 2020 von Sat.1 zu ihrer Initiative Vergesst die besonderen Kinder nicht. 2022 berichtete der NDR über Fillys Auftritt bei der Oldenburger Martinstafel, bei dem sie für Obdachlose sang. In der RTL-Doku Ohne Filter – So sieht mein Leben aus stand sie einem pflegebedürftigen Rollstuhlfahrer einen Tag als Assistentin zur Seite. Zusammen mit den Schauspielern André Eisermann und Anouschka Renzi sammelte sie im November 2022 in der MDR-Talkshow Startalk von André Holst Spenden für seine Initiative Haus mit Herz.
Im Juni 2023 war Filly Patin des Schulprojekts „Schule ohne Rassismus“ der Wilhelm-von-der-Heyde-Oberschule in Delmenhorst. und erneut 2024 bei dem Kunstprojekt „Kunst gegen das Vergessen“.
Im Rahmen der Einsatzbetreuung für Soldaten in Kriegsgebieten gab Filly Konzerte in Afghanistan 2011 und 2013, im Irak 2016 und 2017, im Kosovo 2016 und 2018 zwei Konzerte in Mali.

## Auszeichnungen/Ehrungen (Auswahl)
- 2012: Marktheidenfelder Stern (Parodistenpreis) der Bürger-Kultur-Stiftung Marktheidenfeld, Jury- und Publikumspreis für ihre Darstellung als Amy Winehouse
- 2018: Künstlerin des Jahres (Auszeichnung vom Goldenen Künstlermagazin des GEDU-Verlags) in den Kategorien Beste Soulsängerin Deutschland und Beste Amy Winehouse Show national
- 2019: Marktheidenfelder Stern der Sterne[19], Jury- und Publikumspreis für ihre Darstellung als Amy Winehouse
- 2020: Red Carpet Award Holland[20] in der Kategorie Beste Soulsängerin International
- 2021: Ausstellung IKONEN der 2000er im Romy-Schneider-Museum im Schloss Klein Loitz, in der u. a. auch einige von Fillys selbstentworfenen Bühnenoutfits gezeigt wurden.[21]
- 2022: Aufnahme in die Signs of Fame im Fernwehpark in Oberkotzau bei Hof (Saale) mit einem eigenen Starschild und einem Abdruck ihrer Hände in Ton[22]
- 2023: Red Carpet Award Holland in der Kategorie SwingPop für ihr Lied Lass mich sein!
- 2024: Red Carpet Award Holland: in der Kategorie Best of Swing Original Female für ihr Lied All Together Now

## Diskografie

### Album
- 2011: Oh Yeah
- 2023: All Together Now

### Singles

#### Als Leadmusikerin
- 2012: Sehnsucht
- 2012: Mark – Gib Mich Geld! (feat. Dethy Borchardt)
- 2014: Das Arsch Lied!
- 2014: Wish
- 2015: Freaky Christmas
- 2016: Freaky
- 2017: Let's Make Love
- 2018: Freak Me (feat. DJ Chrissio)
- 2022: I Believe in Peace
- 2022: Freaky Rerelease 2022
- 2023: Marx or Freedom (feat. Roman Gordy)
- 2023: Let's Fly Away
- 2023: Can You Feel the Love
- 2023: Colors of My Soul
- 2023: Sing mit mir
- 2023: Lass mich sein!
- 2023: Halt mich
- 2024: Child of the Moon
- 2025: Angel Eyes

#### Als Gastsängerin
- 2014: Wenn der Mond weint (mit Van Wolfen, auf seinem Album Wenn der Mond weint)
- 2021: Saving the Rights of Our Friends – Volkan Baydar & Friends